# Lophorrhina songeana
Lophorrhina songeana är en skalbaggsart som beskrevs av Allard 1988. Lophorrhina songeana ingår i släktet Lophorrhina och familjen Cetoniidae. Inga underarter finns listade i Catalogue of Life.